# Plocospermataceae
Plocospermataceae é uma família de plantas angiospérmicas (plantas com flor - divisão Magnoliophyta), pertencente à ordem Lamiales.
A ordem à qual pertence esta família está por sua vez incluida na classe Magnoliopsida (Dicotiledóneas): desenvolvem portanto embriões com dois ou mais cotilédones.
Esta família é constituida por um único gênero: Plocosperma (Benth.)
O gênero Plocosperma é composto por 4 espécies:
- Plocosperma anomalum
- Plocosperma buxifolium
- Plocosperma macrophyllum
- Plocosperma microphyllum